# 7-ма окрема механізована бригада (Україна)
7-та окрема механізована бригада (7 ОМБр) ― з'єднання Збройних Сил України, створене у 2004 році для участі в Іракській миротворчій операції (Українська миротворча місія в Іраку).
Сформована на підставі Указу Президента України від 02.06.2003 року № 459 «Про направлення миротворчого контингенту для участі України у міжнародній миротворчій операції в Республіці Ірак» та постанови Кабінету Міністрів України від 04.06.2003 року № 869 «Про забезпечення діяльності українського миротворчого контингенту, що направляється до Республіки Ірак для участі у міжнародній миротворчій операції» для заміни 6 окремої механізованої бригади, яка виконувала завдання з лютого по жовтень.

## Формування Бригади
Формування 7 омбр було проведено на фондах Південного оперативного командування Сухопутних військ ЗС України.
Управління бригади формувалось під Одесою, 71-й окремий механізований батальйон проходив підготовку під Дніпропетровськом, 72 омб у м. Болград, а 73 омб у м. Кривий Ріг.
На відміну від попередніх 5-ї і 6-ї бригад в штат 7-ї бригади були введені окрема батарея 120-мм мінометів (в Іраку дислокувалася в базовому таборі «Delta», район міста Ель-Кут) і окремий мінометний взвод у складі 72-го окремого механізованого батальйону (табір «Zulu», м. Ес-Сувейра). Однак за загальною чисельністю особового складу 7-а бригада була менша.
Формування та підготовка бригади проходила на тлі активних дискусій українських політиків про доцільність перебування українського контингенту в Іраку. У вересні 2004 року Міністр оборони України Олександр Кузьмук заявив, що рішення про виведення військ з Іраку можна вважати остаточним: «Я вважаю, що Україна свою історичну місію виконала, з самого початку взявши участь в антитерористичній операції у складі коаліційних сил».
Тому вже на етапі закінчення підготовки бригади було прийнято рішення про скорочення її чисельності. Один з трьох механізованих батальйонів — 71-й, був розформований. Невелика частина його особового складу була направлена для доукомплектування 73-го батальйону.

## Структура
- управління (в тому числі польовий вузол зв'язку, штабна рота);
- 72 окремий механізований батальйон;
- 73 окремий механізований батальйон;
- розвідувальна рота;
- рота військової поліції;
- медична рота;
- окрема батарея 120-мм мінометів.

Структурно до складу бригади також входив інженерно-саперний загін Збройних Сил Республіки Казахстан чисельністю 28 осіб.

## Командування
- генерал-майор Попко Сергій Миколайович[3]

## Чисельність Бригади

### Особовий склад
- (7 ОМБр) 1587 осіб;
- Багатонаціональних Сил у Іраку/Багатонаціонального Корпусу у Іраку (м. Багдад) — 6 осіб;
- штабу Багатонаціональної дивізії «Центр-Південь» (м. Ед Діванія) — 27 осіб;
- група військової служби правопорядку — 3 особи.

Структурно до складу бригади також входив інженерно-саперний загін Збройних Сил Республіки Казахстан чисельністю 28 осіб.

### Озброєння і техніка
Кількість техніки — 368 одиниць.

## Структура командування
- командир бригади — генерал-майор Сергій Попко;
- начальник штабу — перший заступник командира бригади — полковник Андрій Мельник;
- заступник командира бригади — підполковник Ігор Красота;
- заступник командира бригади з логістики — полковник Юрій Панайот;
- командир 72 омб — підполковник Олег Матіжев (загинув 09.01.05);
- командир 72 омб — майор Олег Гуляк;
- командир 73 омб — підполковник Олег Тихонов (загинув 29.09.04);
- командир розвідувальної роти — майор Кадир Садаєв;
- командир роти військової поліції — майор Ігор Сухина.

## Втрати
- підполковник Олег Тихонов, командир 73 омб, 29.09.2004 — ДТП;
- підполковник Олег Матіжев, командир 72 омб, 09.01.2005 — підрив фугасу;
- капітан Юрій Заграй, 09.01.2005 — підрив фугасу;
- капітан Сергій Андрущенко, 09.01.2005 — підрив фугасу;
- капітан Валерій Бражевський, 09.01.2005 — підрив фугасу;
- прапорщик Олександр Кацарський, 09.01.2005 — підрив фугасу;
- старший сержант Андрій Сітников, 09.01.2005 — підрив фугасу;
- старший сержант Віра Петрик, 09.01.2005 — підрив фугасу;
- старший прапорщик Володимир Сєдой, 09.01.2005 — підрив фугасу.

Втрати штабу БНД «Центр-Південь»:
- полковник Роман Середницький, 06.02.2005 — серцевий напад.

## Завершення виконання завдань
7 окрема механізована бригада перебувала в Іраку з вересня 2004 року по травень 2005 року і була змінена 81 тактичною групою. Після передислокації на територію України була розформована.